# ماریا فیودوروونا، امپراتریس روسیه
ماریا فیودوروونا (نام تعمیدی: داگمار)، (زاده ۲۶ نوامبر ۱۸۴۷–درگذشته ۱۳ اکتبر ۱۹۲۸)، شاهزاده دانمارکی بود که همسر الکساندر سوم و ملکه روس شد. او دومین دختر کریستیان نهم، پادشاه دانمارک و خواهر ملکه الکساندرای دانمارک و گئورگُس اول ِیونان پادشاه یونان بود. از بین فرزندان او آخرین پادشاه روسیه نیکلای دوم بود، که ماریا ده سال بعد از حکومت او زنده ماند.

## فرزندان

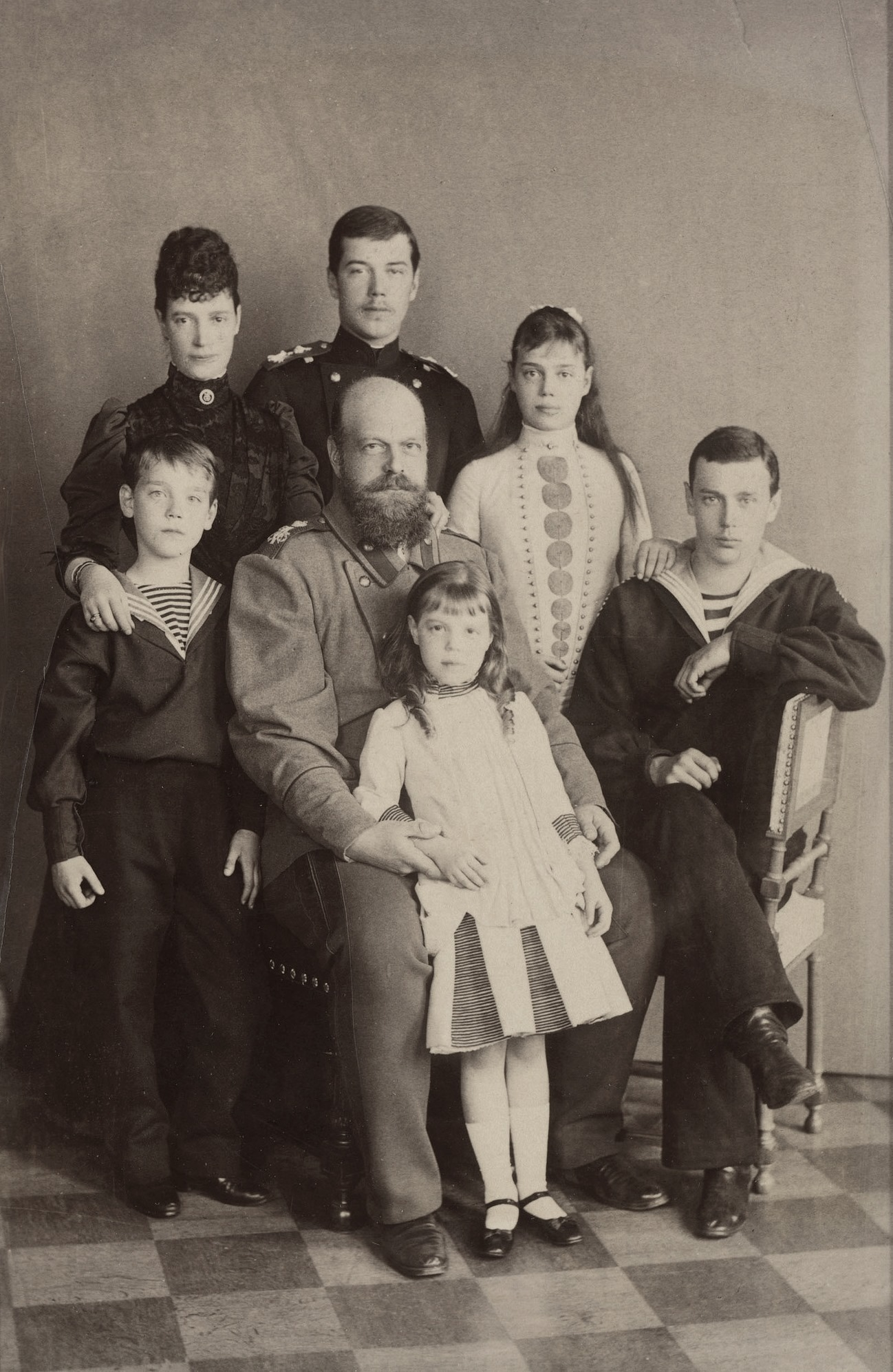
تزار الکساندر سوم و تزارینا فیودوروونا به همراه پنج فرزندشان.

الکساندر سوم و ماریا فیودوروونا صاحب ۴ پسر و دو دختر شدند که از میان دو فرزند شامل یک پسر به نام الکساندر الکساندرویچ در کودکی درگذشتند.

## نقاشی‌های ماریا فیودوروونا

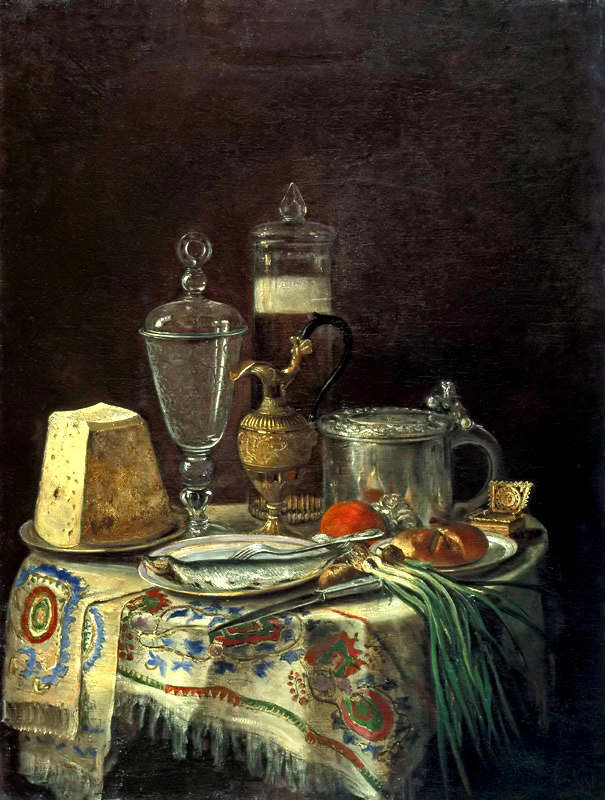
طبیعت بی‌جان. ۱۸۶۸
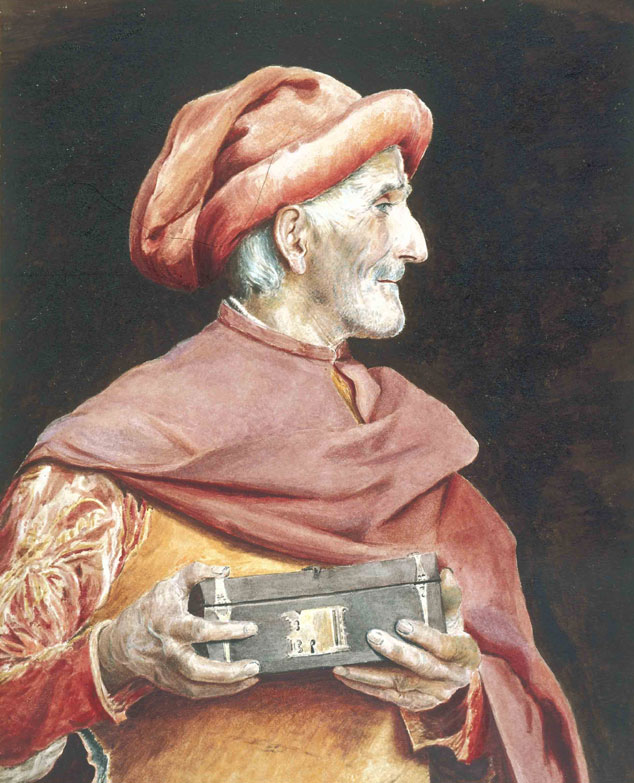
خسیس. ۱۸۹۰